# Foppt den Dämon!
Foppt den Dämon! ist das dritte Studioalbum der Band Subway to Sally. Es erschien 1996 bei  der Plattenfirma Red Rooster.

## Bedeutung
Musikalisch wie optisch ist das Album eine Weiterentwicklung zum Vorgänger MCMXCV. Hier stehen nun die mittelalterlichen Elemente deutlich im Vordergrund. Große Teile des Albums wirken wie der Vorgänger melancholisch (Kyrie, Kain, Abgesang, Herbstzeit, Maria), den Gegensatz dazu bilden schnelle, rockige Stücke wie Sag dem Teufel, Der Sturm oder Auf der Reise, vor allem aber das von vielen liebevoll als „Bommerlunder“ betitelte Mitgrölstück Julia und die Räuber, bei dem ein traditionelles Kinderlied mit Dudelsack und Punkrock unterlegt wurde und das bis heute auf Konzerten gespielt wird. Bei jedem Konzert stimmen sich die Fans mit lauten „Blut, Blut, Räuber saufen Blut...“-Schreien auf den Auftritt der Band ein. 
Foppt den Dämon! ist das letzte Album, auf dem der erste Schlagzeuger T.W. mitgewirkt hat. Seine Nachfolge trat der gelernte Jazzschlagzeuger David Pätsch an, was sich auf dem nächsten Album mit einer deutlichen musikalischen Veränderung bemerkbar machte.
Das Album wurde mittlerweile mit MCMXCV als Doppelalbum neu veröffentlicht.

## Cover
Das Coverartwork stammt von Andreas Marschall. Es zeigt den steinernen Kopf eines Dämons oder Wasserspeiers mit zwei Hörnern, dessen Augen verbunden sind und der deshalb ein wenig hilflos, eben „gefoppt“, wirkt.
Das Motiv der zwei Hörner ist ein Stilmittel, das sich kontinuierlich durch die Cover der ersten vier Alben zieht: Die Hörner zieren auf dem Album 1994 eine Kuh, auf MCMXCV den Stierschädel, auf Foppt den Dämon! eben einen Dämonenschädel und auf dessen Nachfolger, Bannkreis, eine Teufelsfigur. Es kehrt auch im Videoclip zu Sag dem Teufel wieder, in dem Sänger Eric Fish als Teufel (mit aufgesetzten Hörnern) eine barock anmutende Szenerie präsentiert, in der die sieben Todsünden präsentiert werden, die als oft verborgene Sehnsüchte gerade in den Menschen lauern, die nach außen hin nett, harmlos und freundlich scheinen.
Das Innere des Booklets zeigt Seite für Seite und Grau in Grau die Symbole der Tierkreiszeichen der einzelnen Bandmitglieder.

## Titelliste
1. Kyrie – 0:59
2. Der Sturm – 3:57
3. Kain – 3:20
4. Sag dem Teufel – 2:51
5. Der Hofnarr – 3:26
6. Die Ratten – 3:28
7. Abgesang  – 5:15
8. Herbstzeit  – 3:05
9. Julia und die Räuber – 2:28
10. Auf der Reise – 3:19
11. Traum vom Tod II – 3:16
12. Der Vagabund – 3:54
13. Maria – 2:18